# Coccoloba arborescens
Coccoloba arborescens là một loài thực vật có hoa trong họ Rau răm. Loài này được (Vell.) R.A.Howard mô tả khoa học đầu tiên năm 1960.